# 北洋

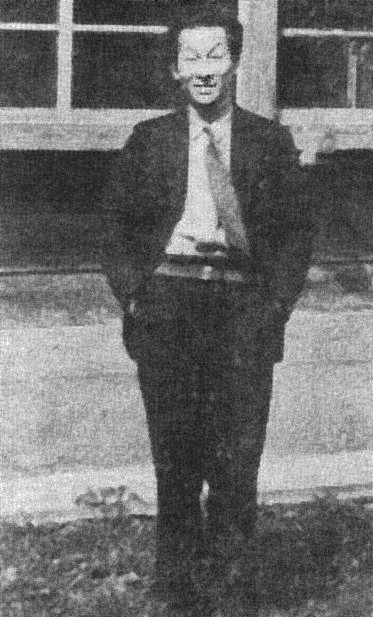
北洋

北 洋（きた ひろし、1921年7月23日 - 1951年9月15日）は日本の探偵小説家、原子物理学者。作品に「写真解読者」『アトム君の冒険』など。本名は鈴木 坦（すずき ひろし）。

## 経歴
東京府東京市王子区（現：東京都北区）出身。北洋のペンネームはこれに由来する。京都帝国大学理学部卒。
1946年、探偵小説誌『ロック』に「写真解読者」を発表しデビュー。以降も『ロック』を中心に短編を発表した。また、同時期には本名で『アトム君の冒険』などの科学解説書も著している。
物理学者としては湯川秀樹門下であり、横浜国立大学の助教授も務めた。
1951年9月15日、持病であった喘息の発作から死去。30歳。